# Ramscheiderhöhe
Ramscheiderhöhe ist ein Ortsteil der Gemeinde Hellenthal im Kreis Euskirchen, Nordrhein-Westfalen.

## Lage
Der Ortsteil liegt südwestlich von Hellenthal. Durch den Ort verläuft die Bundesstraße 265, westlich direkt dahinter ist die Staatsgrenze zu Belgien. Nördlich des Dorfes liegt der Ortsteil Hollerath und südlich Miescheiderheide. In Ortsnähe entspringen der Kirmesbach und der Spillpertssiefen.
Die VRS-Buslinie 839 der RVK verbindet den Ort, überwiegend als TaxiBusPlus nach Bedarf, mit seinen Nachbarorten und mit Hellenthal.
| Linie | Verlauf |
| ----- | --- |
| 839   | MiKE (außer im Schülerverkehr): Hellenthal Busbf – Platiß – (Unterpreth –) Hollerath – Ramscheid – Ramscheiderhöhe – (Miescheid –) Udenbreth – Losheimergraben – Losheim – Kehr |